# Karsten Laudien
Karsten Laudien (* 1960 in Berlin) ist ein deutscher Ethiker.

## Leben
Laudien studierte von 1984 bis 1991 Theologie und Philosophie in Berlin und Paris. 1997 wurde er in Berlin aufgrund einer Dissertation über die Gotteslehre bei René Descartes promoviert. Seit 2004 hat Laudien den Lehrstuhl für Ethik an der Evangelischen Hochschule Berlin inne. Seit 2009 führt Laudien zahlreiche sozialwissenschaftliche Forschungen im Bereich Kinder- und Jugendhilfe durch. Ein Schwerpunkt Laudiens ist die Heimerziehung sowie angrenzende Gebiete wie die Vormundschaft und der Kinderschutz. 2013 gründete Laudien zusammen mit Anke Dreier-Horning das DIH – Deutsche Institut für Heimerziehungsforschung gemeinnützige GmbH. Laudien ist Vorstandsmitglied des Bundesverbands Vormundschaftstag und Mitglied des Bundesforums Vormundschaft.
Im Herbst 2020 gehörte er zu den Erstunterzeichnern des Appell für freie Debattenräume.

## Schriften
- Die Schöpfung der ewigen Wahrheiten. Die Bedeutung der philosophischen Gotteslehre bei René Descartes. 2001. ISBN 978-3428102082
- mit Ingolf Hübner, Johannes Zachhuber (Hrsg.): Lebenstechnologie und Selbstverständnis: Hintergründe einer aktuellen Debatte. Februar 2004. ISBN 978-3825873950
- Die Jugendhilfe im Berliner Stadtbezirk Lichtenberg (1945). Zwischen Anspruch und Wirklichkeit. (mit Anke Dreier-Horning), 2016. ISBN 978-3-8305-3626-0
- Jugendhilfe und Heimerziehung im Sozialismus. Beiträge zur Aufarbeitung der Sozialpädagogik in der DDR. (mit Anke Dreier-Horning), 2016. ISBN 978-3-8305-3627-7
- Einführung. Heimerziehung der DDR. (mit Anke Dreier-Horning), 2012. ISBN 978-3933255402
- Zwangsarbeit – Über die Rolle der Arbeit in der DDR-Heimerziehung (mit Anke Dreier-Horning), 2018. ISBN 978-3-8305-3750-2

Beiträge
- mit Christian Sachse: Erziehungsvorstellungen in der Heimerziehung der DDR. In: Aufarbeitung der Heimerziehung in der DDR. Expertisen, S. 125–297, Hg. Beauftragter der Bundesregierung für die Neuen Länder, Berlin 2012. ISBN 978-3-922975-98-4 (PDF; 5,2 MB).
- Umerziehung und Menschenbild in der DDR-Heimpädagogik,. In: Trauma und Gewalt, Jahrgang 7, Heft 2, Mai 2013, S. 134–142. ISSN 1863-7167.
- Erziehen und Beeinflussen. Die Erziehungskonzeption der DDR-Jugendhilfe. In: Repression durch Jugendhilfe. Wissenschaftliche Perspektiven auf ein Phänomen in Ost und West, Hg. J. Richter u. a., München 2014, S. 97–112. ISBN 3-937461-94-9.
- Die Kontinuität des Gegenübers. Ethische und sozialisationstheoretische Aspekte im neuen Vormundschaftsrecht. In: Das Jugendamt Heft 6/2012, S. 300–308. ISSN 1867-6723.
- Warum die Vormundschaft mehr Forschung braucht und was eine Befragung von Kindern und Jugendlichen unter Vormundschaft aussagen kann. In: Das Jugendamt Heft 3/2016, S. 54–64. ISSN 1867-6723.